# Muzică simfonică
Muzica simfonică este muzica instrumentală compusă pentru ansambluri mari (orchestre).
Denumirea pleacă de la orchestra simfonică, alcătuită din instrumentele muzicale desemnate de-a lungul secolelor XVIII–XIX și dozate în anumite raporturi numerice care corespund unui echilibru dinamic (niciun instrument nu se aude exagerat de tare sau de încet). Totuși, muzica simfonică se poate defini și în contrast cu muzica de cameră instrumentală, adică muzica produsă de orchestre în general, fie și mai mici decât orchestra simfonică.
Muzica obținută prin îmbogățirea sonorității orchestrei cu voci umane (soliști sau coruri) poartă denumirea de muzică vocal-simfonică.
Muzica simfonică este utilizată de mai multe genuri muzicale, aparținând atât muzicii culte, cât și celei de consum. Din prima categorie, se cuvin amintite: simfonia (o sonată scrisă pentru orchestră), concertul, suita și uvertura orchestrală, baletul (în combinație cu dansul) ș.a. Muzicile simfonice din ramura de consum se pot întâlni în aproape orice gen, de multe ori în combinație cu vocea: muzică ușoară, muzică pop, jazz, rock, metal (există chiar subgenul metal simfonic) ș.a. În cazul muzicii de consum (dar uneori și pentru muzica cultă), se poate apela la un echivalent electronic al orchestrei (prin sinteză de sunet sau eșantionare).